# Diga del Totensee
La diga del Totensee è una diga a gravità situata in Svizzera, nel Canton Vallese, sul passo del Grimsel.

## Descrizione
Inaugurata nel 1950, ha un'altezza di 20 metri e il coronamento è lungo 74 metri. Il volume della diga è di 4.000 metri cubi.
Il lago creato dallo sbarramento, il Totensee, ha un volume massimo di 2,6 milioni di metri cubi, una lunghezza di 700 m e un'altitudine massima di 2160 m s.l.m. Lo sfioratore ha una capacità di 5 metri cubi al secondo.
Le acque del lago vengono sfruttate dall'azienda Kraftwerke Oberhasli AG, che gestisce tutte le altre dighe del Grimsel.